# Cha-DANCE Party Vol.1
『Cha-DANCE Party Vol.1』（チャ-ダンス パーティー ボリュームワン）は、東京パフォーマンスドールのファースト・オリジナル・アルバム。1990年11月21日リリース。

## 解説
- 東京パフォーマンスドールのファースト・アルバム。
- 初期のメンバーで形成されていた期間の作品を中心に制作された作品でもあり、デビューシングルの「ジャスト・ライク・マジック～MEGA PERESTROIKA MIX～」をはじめ、大半が洋楽のカバーで占めている。
- 最初期のダンスサミットにおける選曲を再現している。

## 収録曲
1. マイム・マイム (instrumental)
  - コーラス（木原さとみ、米光美保）
  - 編曲・演奏：Thousand Sketches
2. ジャスト・ライク・マジック～MEGA PERESTROIKA MIX～
  - （GOLBIES・木原さとみ、篠原涼子、川村知砂）
  - 作詞：Jay Jay / 作曲：中崎英也 / 編曲：T.Tashiro-MST / 日本語詞：浅田有理
3. ブギウギ・ダンシング・シューズ～QUEEN OF BOOGIE MIX～
  - （木原さとみ）
  - 作詞・作曲:Mats Bijoerklund、Jorg Evers、Keith Forsey、Juergen S.Korduletsch / 編曲：T.Tashiro-MST / 日本語詞：神野々子
4. 愛がすべて～SLEEPING MERMAID MIX～
  - （篠原リエ）
  - 作詞・作曲：Luigi Creatore、Hugo Peretti、George Dand Weiss / 編曲：Thousand Sketches / 日本語詞：松本一起
5. ラッキーラヴ～SPECIAL FAREWELL VERSION～
  - （井口美津子、柳瀬美穂）
  - 作詞・作曲：Stock、Aitken、Waterman / 編曲：T.Tashiro-MST / 日本語詞：齋藤優子
6. 予感～POWER MIX～
  - （米光美保）
  - 作詞：松本一起 / 作曲：和泉常寛 / 編曲：in Voice
7. 純愛 90'S～STEREO VOCAL MIX STAGE EDIT～
  - （原宿ジェンヌ・篠原涼子、川村知砂）
  - 作詞・作曲・編曲：in Voice
8. ナオミの夢
  - （原宿ジェンヌ・篠原涼子、川村知砂）
  - 作詞・作曲：D.Krivoshe、T.Atar / 編曲：Thousand Sketches / 日本語詞：片桐和子
9. 黒いオルフェ～ROPPONGI HOUSE MIX STAGE EDIT～
  - （篠原リエ）
  - 作詞・作曲:Antonio Maria、Luiz Bonfa / 編曲：Thousand Sketches / 日本語詞：只野菜摘
10. カメレオン・カフェ
  - （篠原涼子）
  - 作詞・作曲：Angelo La Bionda、Carmelo La Bionda / 編曲：T.Tashiro-MST / 日本語詞：神野々子
11. バッド・ディザイアー～GALAXY MIX～
  - （川村知砂）
  - 作詞・作曲：M.Farina、G.Crivellente / 編曲：T.Tashiro-MST / 日本語詞：浅田有理
12. 天使のささやき～WAGAMAMA MIX～
  - （GOLBIES・木原さとみ、篠原涼子、川村知砂）
  - 作詞・作曲：K.Gamble、L.Huff / 編曲：T.Tashiro-MST / 日本語詞：神野々子
13. ブギー・ワンダーランド
  - （木原さとみ、米光美保）
  - 作詞・作曲：J.Lind、A.Willis / 編曲：T.Tashiro-MST / 日本語詞：神野々子
14. LOVE が泣いてる～POWER ROCK MIX～
  - （米光美保）
  - 作詞・作曲・編曲：in Voice
15. ロコモーション～ENTERTAINMENT MIX～
  - （東京パフォーマンスドール）
  - 作詞・作曲：Garry Goffin、Carol King / 編曲：T.Tashiro-MST / 日本語詞：齋藤優子